# Oxira canescens
Oxira canescens är en fjärilsart som beskrevs av Butler 1878. Oxira canescens ingår i släktet Oxira och familjen nattflyn. Inga underarter finns listade i Catalogue of Life.